# El pequeño vampiro (serie de TV)
El pequeño vampiro es una serie de televisión creada en 1985 y basada en el personaje creado por la escritora alemana Angela Sommer-Bodenburg. Versa sobre la amistad entre dos niños, uno de los cuales es vampiro. Se trata de una coproducción germano-canadiense, y se estrenó en España en 1987.

## Argumento
Anton Besker (Christopher Stanton) es hijo único. Le encantan las historias de misterio. Una noche en que sus padres han salido, aparece en la ventana de su cuarto Rüdiger Von Schlotterstein (Joel Dacks), al que deja entrar, no sin recelo. A partir de ahí ambos comenzarán una amistad que les llevará a correr diversas aventuras en las que podrán intercambiar experiencias.

## Origen
La serie se basa en la saga de novelas infanto-juveniles El pequeño vampiro escritas por la autora alemana Angela Sommer-Bodenburg en 1979.

## Sagas
En 1993 se estrenó una segunda versión alemana protagonizada por Jan Steilen y Matthias Ruschke, pero que apenas llegó a tener trascendencia fuera de Alemania.
En 2000, el realizador Uli Edel dirigió una versión cinematográfico con Jonathan Lipnicki y Rollo Weeeks en los papeles principales. Esta versión se aparta bastante de la historia original de Angela.